# بن کیت
بن کیت (انگلیسی: Ben Keith؛ ۶ مارس ۱۹۳۷ – ۲۶ ژوئیهٔ ۲۰۱۰) یک موسیقی‌دان اهل ایالات متحده آمریکا بود.